# Camellia sasanqua
Espèce
Le camélia d'automne, camélia de Noël ou camélia fleur de thé (Camellia sasanqua, du japonais sazanka (山茶花), "thé de montagne"), est une espèce de plantes à fleurs de la famille des Theaceae. Cette espèce de camélia et ses hybrides (hiemalis et vernalis notamment), souvent parfumés, sont cultivés pour l'ornement depuis le XVe siècle au Japon où il pousse à l'état sauvage. Ses fleurs étaient également utilisées pour aromatiser le thé vert.

## Description
Camellia sasanqua propose une floraison parfumée s'échelonnant entre les mois de septembre et de février. Les fleurs sont généralement moins imposantes que chez les autres espèces de camélias.

Ce camélia tolère les terres neutres voire légèrement calcaires. Il ne tolère que difficilement les terres acides. Le sol doit impérativement être riche et bien drainé.

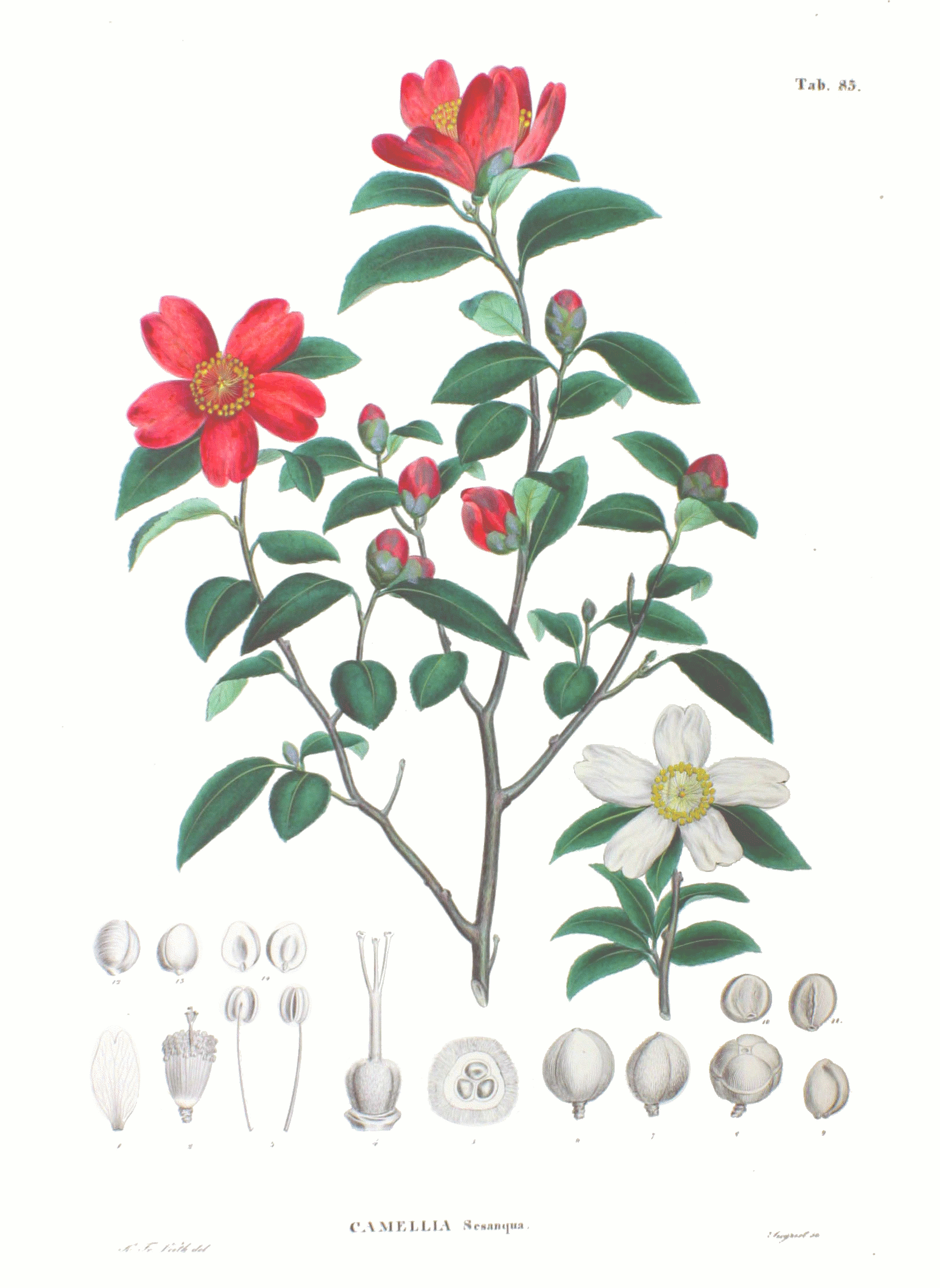
Illustration botanique
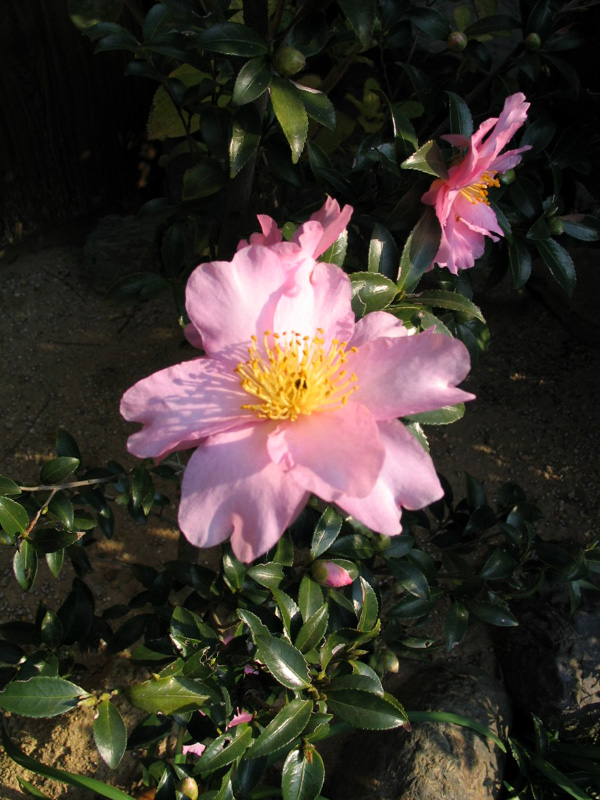
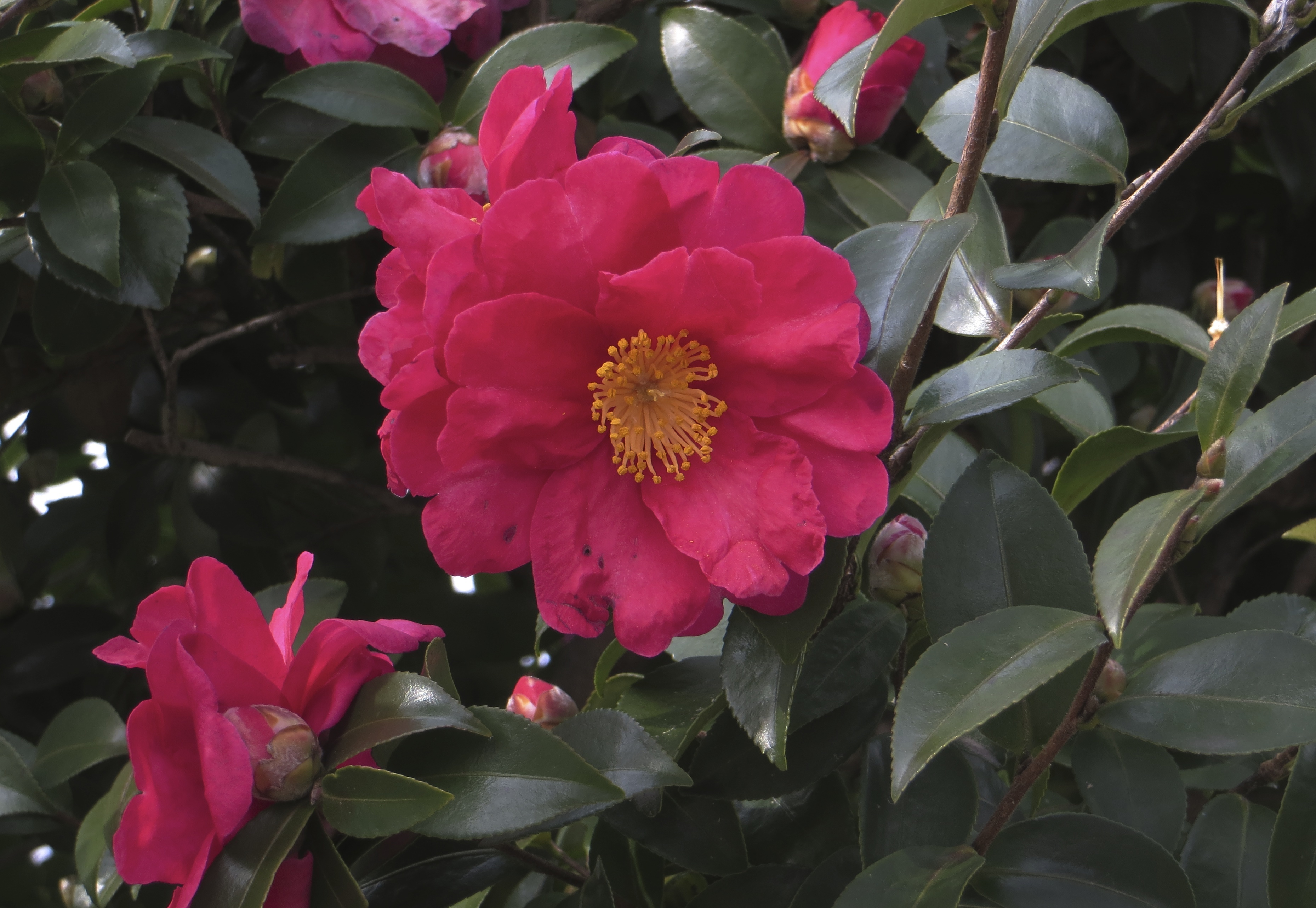
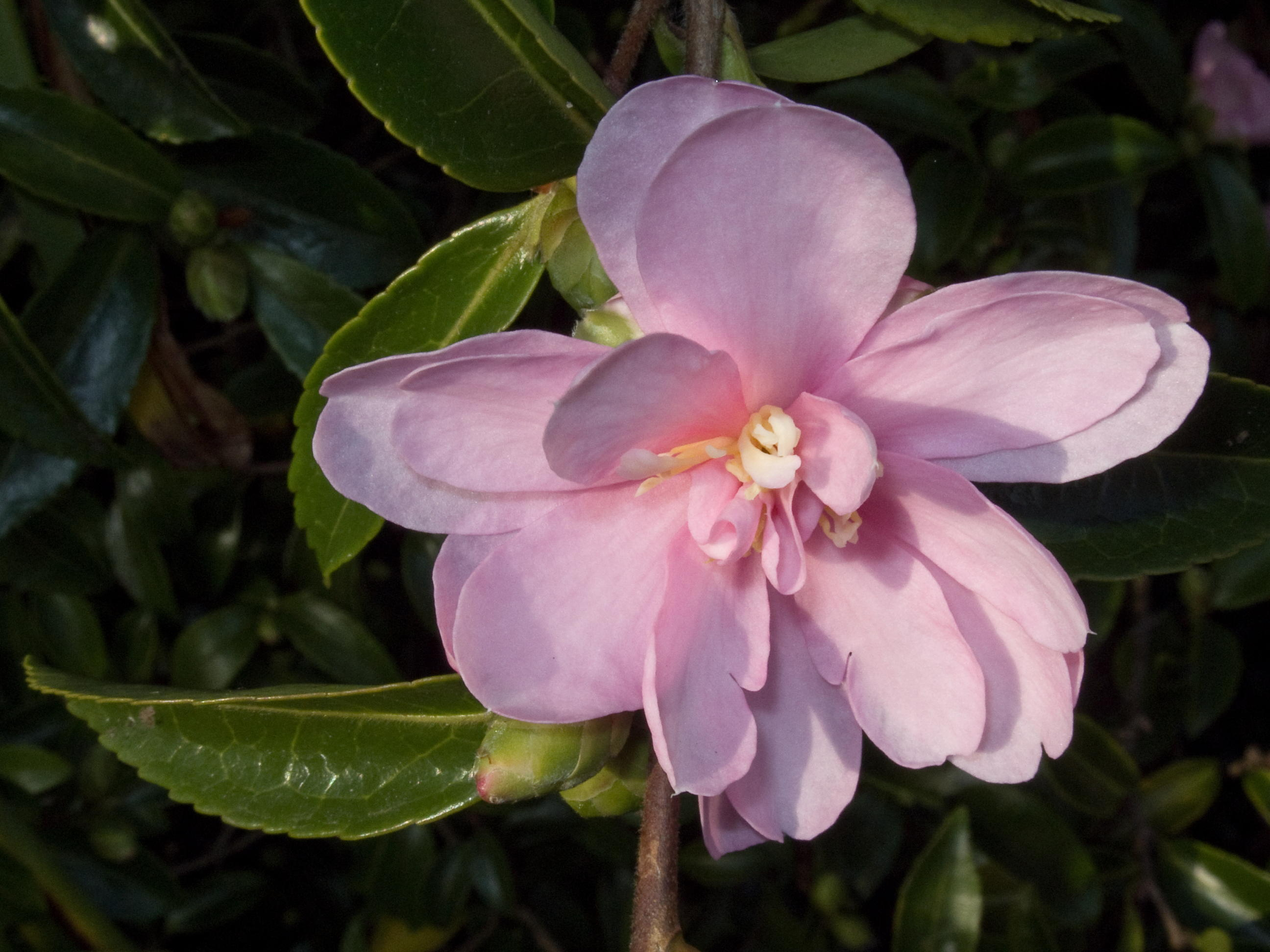
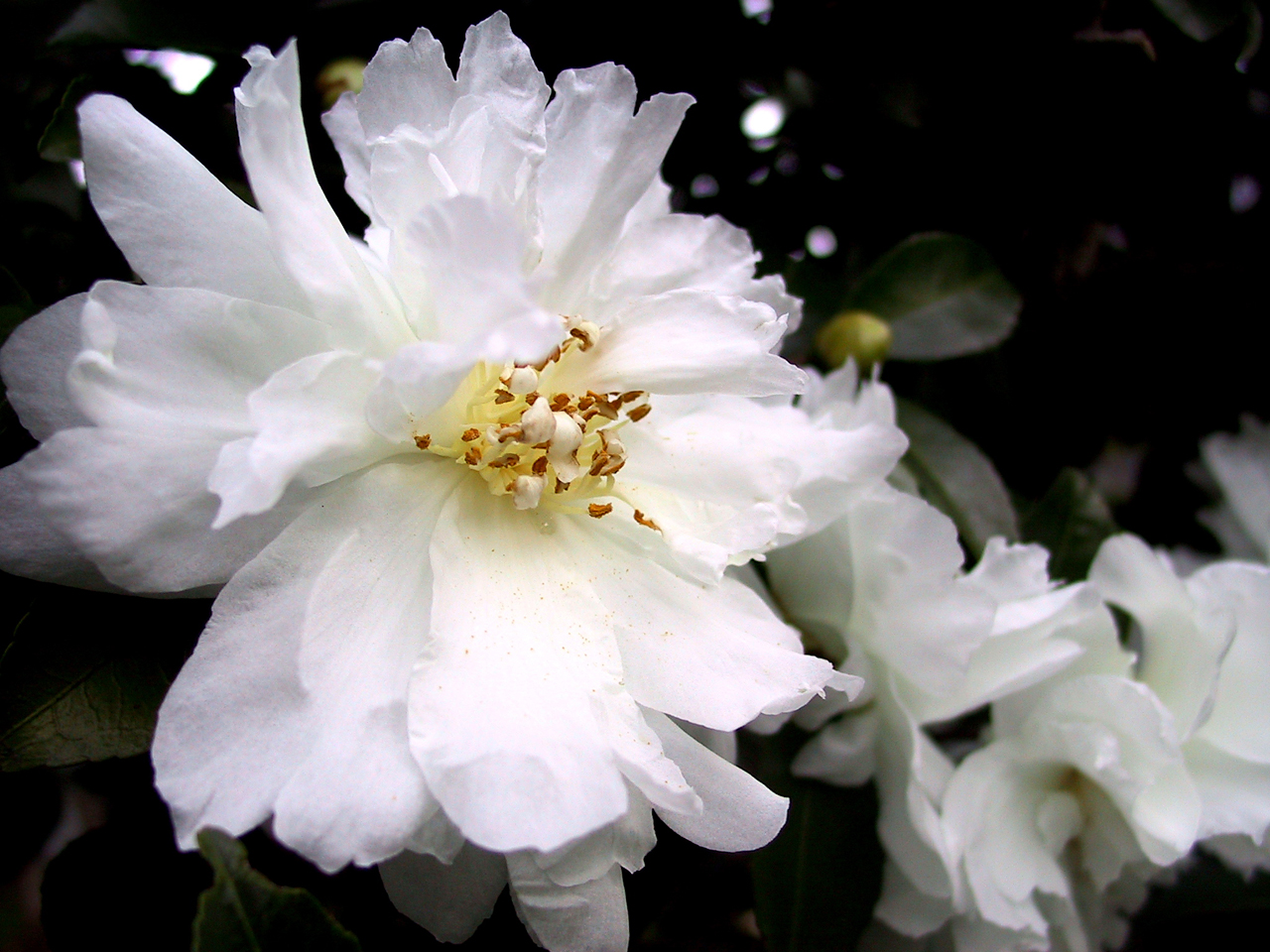

## Répartition
L'espèce est originaire du Japon, y compris l'archipel Nansei.
Elle a été introduite dans l'Assam (Inde), en Corée, au Laos et au Vietnam.

## Liste des variétés
Selon Tropicos (1 novembre 2015) (Attention liste brute contenant possiblement des synonymes) :
- Camellia sasanqua var. angustifolia Miq.
- Camellia sasanqua var. fujikoana Makino
- Camellia sasanqua var. lanceolata Miq.
- Camellia sasanqua var. latifolia Miq.
- Camellia sasanqua var. obtusifolia Miq.
- Camellia sasanqua var. serrata Masam.